# Bekwai (Ashanti)
Bekwai – miasto i stolica dystryktu Amansie East w regionie Ashanti w Ghanie.